# Test de Marsh
Pour les articles homonymes, voir Marsh.
Le test de Marsh ou test de Marsh-Berzelius est une méthode très sensible dans la détection de l'arsenic, particulièrement utile dans le domaine de la toxicologie médico-légale lorsque l'arsenic était utilisé comme poison. Il a été initialement développé par James Marsh et publié en 1836 (développé possiblement avant).  

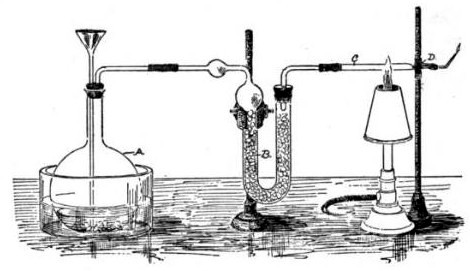
Dispositif mis en œuvre pour mener un test de Marsh.

L'arsenic, sous forme de trioxyde d'arsenic blanc As2O3, était un poison très apprécié, étant inodore, facilement incorporé dans les aliments et les boissons, et avant l'avènement du test de Marsh, introuvable dans le corps. En France, il était connu à l'époque sous le nom de poudre de succession ou poudre d'héritage.

## Principe
Le test repose sur la formation d'arsine : l'échantillon à analyser est placé dans une solution acide en présence de zinc aboutissant à la formation d'hydrogène et d'arsine si le test est positif. L'arsine est ensuite décomposée thermiquement ou brûlée en même temps que l'hydrogène et les vapeurs d'arsenic formées condensées sur une surface froide. Ainsi, en cas de test positif, un miroir d'arsenic est observable sur la surface. Le terme « test de Marsh-Berzélius » renvoie spécifiquement à la variante du test où l'arsine est décomposée thermiquement,.
La présence d'antimoine dans l'échantillon analysé aboutit également à un miroir qui peut être confondu avec celui d'arsenic. La distinction peut s'effectuer à l'aide d'une solution contenant un hypochlorite : l'arsenic sera dissout mais pas l'antimoine. Le sélénium peut aussi être mis en évidence par le test de Marsh, résultant alors sur un miroir rouge à orange distinctif.
Bien que le test soit fondamentalement qualitatif, il est possible de réaliser des observations quantitatives en comparant la taille du miroir formé à des miroirs correspondant à des quantités d'arsenic connues.

## Histoire
En 1833, James Marsh est appelé pour tenter de détecter des traces d'arsenic dans le cadre d'une affaire de meurtre dont le suspect, John Bodle, est accusé d'avoir empoisonné le café de son grand-père. Marsh utilise alors un test développé par Samuel Hahnemann : du sulfure d'hydrogène est passé à travers une solution ammoniacale de marc de café et Marsh observe un précipité jaune caractéristique de l'arsenic. Cependant, lorsque Marsh présente ce précipité au jury, il est détérioré. Bodle, qui reconnaîtra les faits par la suite, est ainsi acquitté. Marsh cherche alors à créer un meilleur test. Il crée ainsi le test éponyme.
Historiquement, l'hydrogène et l'arsine formés sont brûlés et les produits de combustion sont dirigés vers une surface de verre, cette dernière se brisant souvent sous l'action de la flamme. Karl Friedrich Mohr et Justus von Liebig améliorent le test en proposant respectivement d'utiliser une surface de porcelaine plutôt que de verre pour la condensation et de décomposer l'arsine en faisant circuler les gaz produits le long d'un tube de verre préchauffé, évitant la combustion violente de l'hydrogène qui pourrait aboutir à des projections de solution sur la surface de condensation (la modification apportée par Liebig en 1837 définit le test de Marsh-Berzelius). À l'époque de Marsh, le test peut détecter 10 μg d'arsenic et est substantiellement plus rapide que les méthodes alors en usage.

## Applications notables en France
Bien que le test Marsh ait été efficace, sa première utilisation publiquement documentée  a eu lieu à Tulle (Corrèze) en 1840 avec le célèbre cas d'empoisonnement Lafarge. Charles Lafarge, propriétaire d'une fonderie, était soupçonné d'avoir été empoisonné à l'arsenic par sa femme Marie Lafarge. Le médecin chimiste et toxicologue renommé Mathieu Orfila a prouvé la présence de traces d'arsenic dans le corps de Lafarge  à l'aide du test de Marsh. À la suite de cela, Marie a été reconnue coupable et condamnée à la réclusion à perpétuité.  
L'existence du test de Marsh a également eu un effet dissuasif : les empoisonnements délibérés à l'arsenic sont devenus plus rares parce que la peur de la découverte est devenue plus répandue. 
Le test de Marsh a été utilisé en août 1851 par Faustino Malaguti le premier chimiste de la faculté des sciences de Rennes lors de l'affaire des nombreux empoisonnements à l'arsenic effectués par la tueuse en série Hélène Jégado. Il a effectué les analyses toxicologiques sur les organes de trois des dernières victimes d'Hélène Jégado au moyen du test de Marsh, y décelant des quantités importantes. Celle-ci a été condamnée à la peine capitale le 14 décembre 1851 puis guillotinée le 26 février 1852 place du Champ-de-Mars à Rennes.
Le test de Marsh a été utilisé à l'été 1949 par Georges Beroud, directeur du laboratoire de criminologie de Marseille, lors de l'affaire des nombreux empoisonnements à l'arsenic supposés avoir été effectués par Marie Besnard, surnommée « l’empoisonneuse de Loudun », concluant à des empoisonnements aigus suivant des intoxications lentes.